# Nim-eun meon-gos-e
Nim-eun meon-gos-e (님은 먼곳에?), noto anche con il titolo internazionale Sunny, è un film del 2008 diretto da Lee Joon-ik.

## Trama
Soon-yi e Sang-gil sono stati obbligati a sposarsi, tuttavia l'uomo è ancora innamorato di una sua compagna di liceo. Quando il marito è obbligato a combattere nella guerra del Vietnam, la ragazza decide di seguirlo, unendosi a una banda e venendo soprannominata dai soldati Sole, dato che con il suo canto la giovane riesce a portare l'allegria.